# Owls Head
Owls Head és una població dels Estats Units a l'estat de Maine (EUA). Segons el cens del 2000 tenia 1.601 habitants.

## Demografia
Segons el cens del 2000, Owls Head tenia 1.601 habitants, 723 habitatges, i 469 famílies. La densitat de població era de 69,5 habitants/km².
Dels 723 habitatges en un 21,3% hi vivien nens de menys de 18 anys, en un 56,2% hi vivien parelles casades, en un 6,2% dones solteres, i en un 35,1% no eren unitats familiars. En el 29,3% dels habitatges hi vivien persones soles el 14,7% de les quals corresponia a persones de 65 anys o més que vivien soles. El nombre mitjà de persones vivint en cada habitatge era de 2,2 i el nombre mitjà de persones que vivien en cada família era de 2,68.
Per edats la població es repartia de la següent manera: un 18,6% tenia menys de 18 anys, un 5,2% entre 18 i 24, un 22,3% entre 25 i 44, un 29,8% de 45 a 60 i un 24,1% 65 anys o més.
L'edat mediana era de 47 anys. Per cada 100 dones de 18 o més anys hi havia 88 homes.
La renda mediana per habitatge era de 40.107 $ i la renda mediana per família de 49.231 $. Els homes tenien una renda mediana de 31.685 $ mentre que les dones 21.970 $. La renda per capita de la població era de 22.660 $. Entorn del 4,2% de les famílies i el 8,1% de la població estaven per davall del llindar de pobresa.